# Virgen del Rosario de Talpa

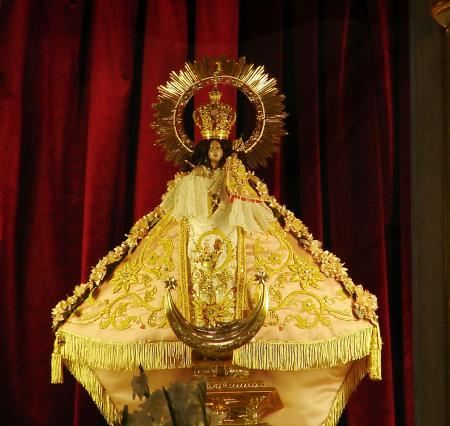
Virgen del Rosario de Talpa

Virgen del Rosario de Talpa, es una de las advocaciones de la Virgen María, más veneradas en Jalisco, México., después de la Virgen de Zapopan y San Juan de los Lagos. Miles de peregrinos acuden al santuario ubicado en Talpa de Allende, el cual fue declarado uno de los Pueblos Mágicos de Jalisco.

## Historia
Se cuenta que la imagen de María en la advocación de la Virgen del Rosario, en una imagen creada por indios tarascos, y quienes la habían creado con pasta de caña, fue llevada a Talpa de Allende por el clérigo Manuel de San Martín al oeste de estado, cerca de los linderos con Nayarit, en 1570. Estuvo en la localidad hasta 1590.

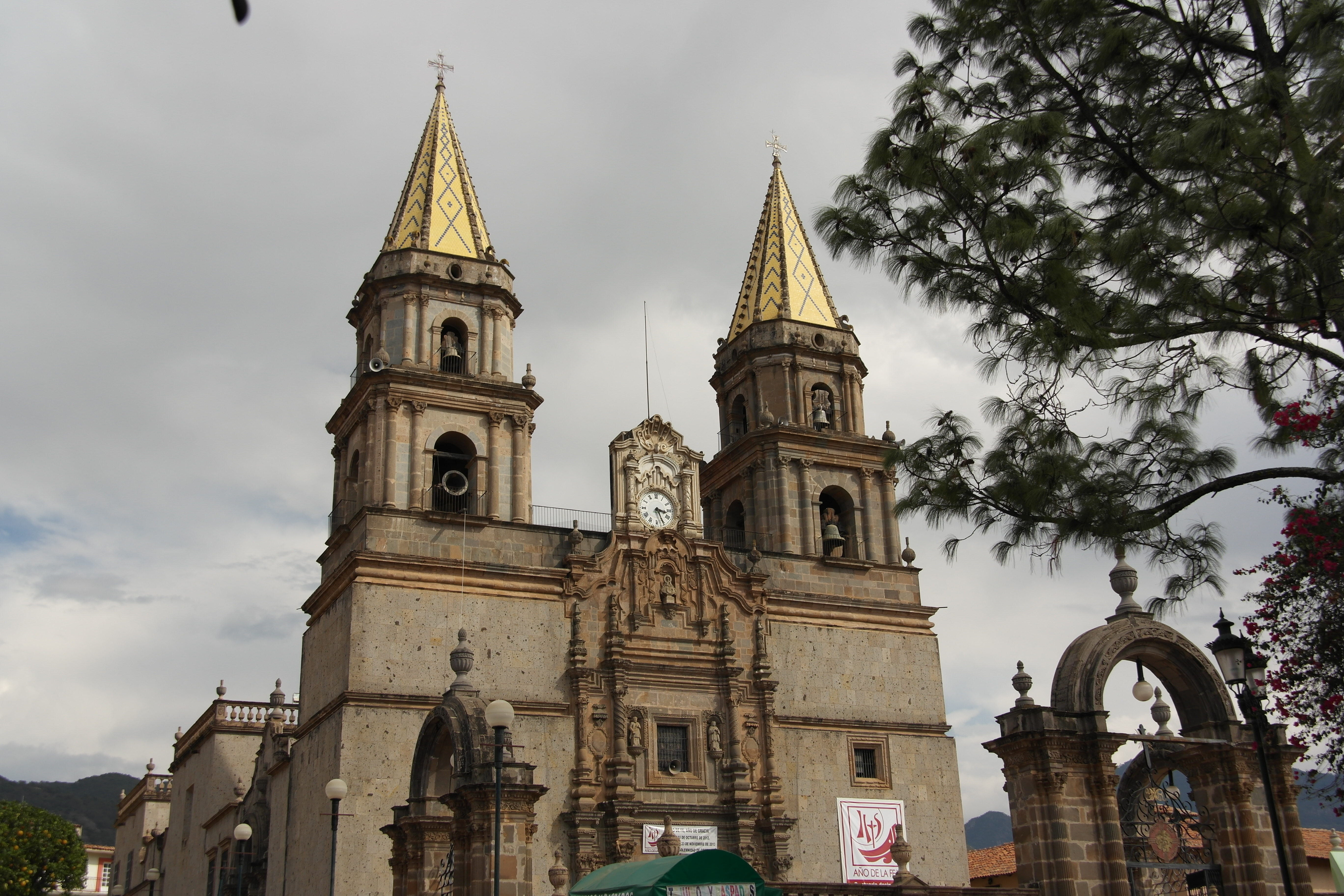
Basílica de Nuestra Señora del Rosario de Talpa

En revisión periódica de las imágenes, detectan un alto deterioro al encontrarse apolillada y carcomida y por lo tanto un mal estado de la imagen, misma que fue colocada fuera de los altares, al igual que otras imágenes que habían sido retiradas del culto. Unos años estuvieron almacenadas, hasta que se procede al último paso del proceso que en algunos casos es entierro y otras en convertidas en cenizas. El 19 de septiembre de 1644, el sacerdote y cura del pueblo, Pedro Rubio Félix, ordenó que dichas imágenes fueran envueltas y sepultadas en la sacristía del templo. Cuando los ayudantes iban a tomar la imagen para envolverla, de pronto surgió un brillo a manera de resplandor que provenía de la imagen del Rosario, deslumbrando a los presentes, y desmayándose otros, y unas nubes y ángeles aparecieron en el santuario, quienes después del asombro pudieron ver y admirar la milagrosa transformación, pues la imagen deteriorada de la Virgen, ya no más estaba así, sino que se había convertido en una brillante y hermosa imagen, digna de admiración, que además sufrió una transubstanciación, ya que dejó de ser de pasta de caña para convertirse en una imagen de material sólido.
En 1742 El presbítero y párroco Juan Bautista Farías dedicó cerca de 20 años a una amplia investigación acerca de los milagros obrados por la Virgen de Talpa y con motivos del primer centenario de la milagrosa renovación (1644).

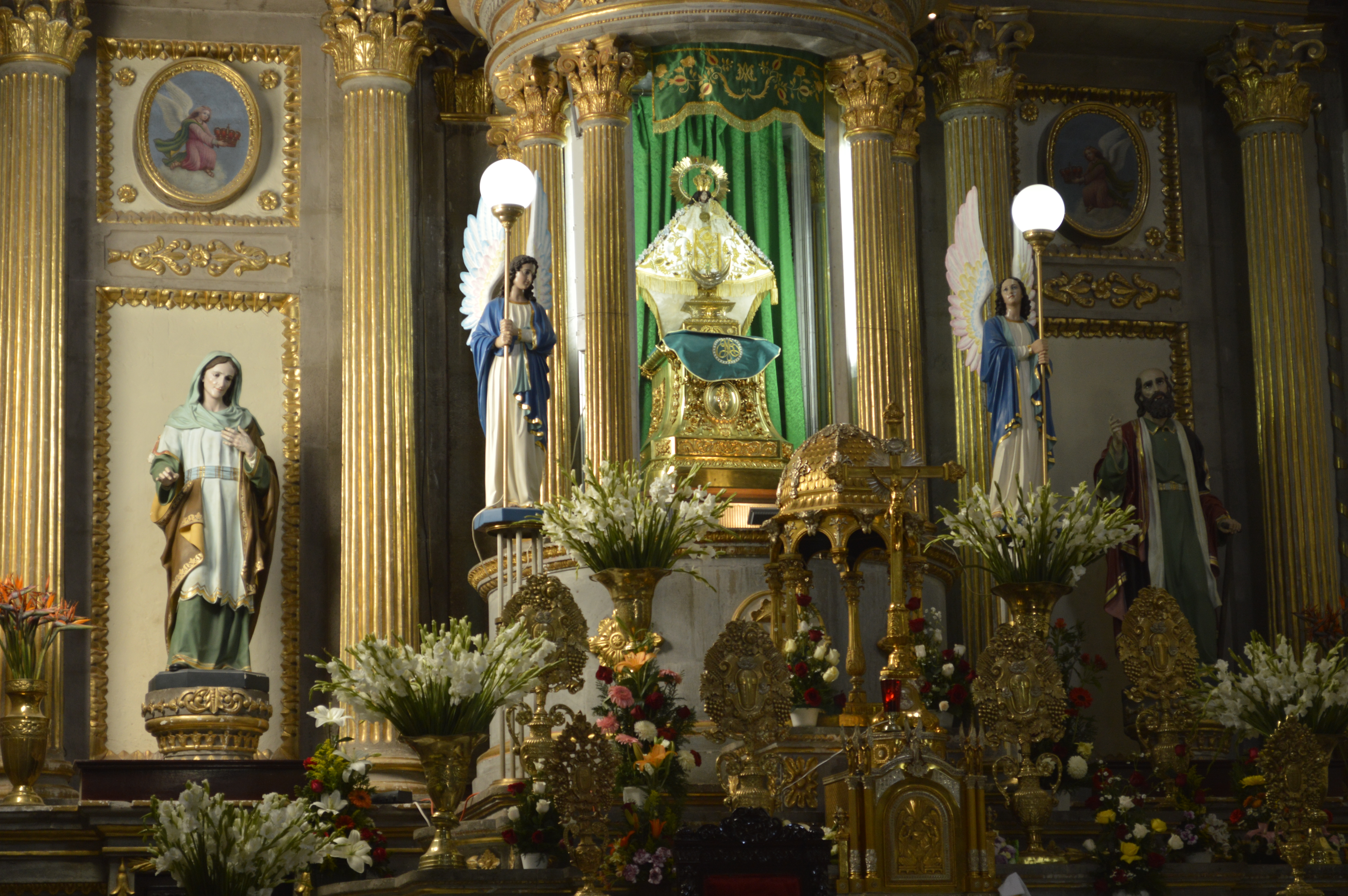
Interior de la Basílica de Nuestra Señora de Talpa

## Devoción
La noticia del “Milagro de la Renovación” rápidamente se propagó por la región por lo que se inició una ferviente devoción por dicha imagen. Tiempo después iniciaron peregrinaciones de los fieles de comunidades cercanas, quienes se habían enterado del milagro e invocaban el auxilio de la Virgen ante sus necesidades. Posteriormente la devoción a cruzado nuevas fronteras y la virgen es visitada todos los días del año por múltiples creyentes, que llegan a contarse hasta 3,000,000 de peregrinos al año, a la cual la mayoría de ellos le atribuyen un listado interminable de milagros.

## La ruta del Peregrino

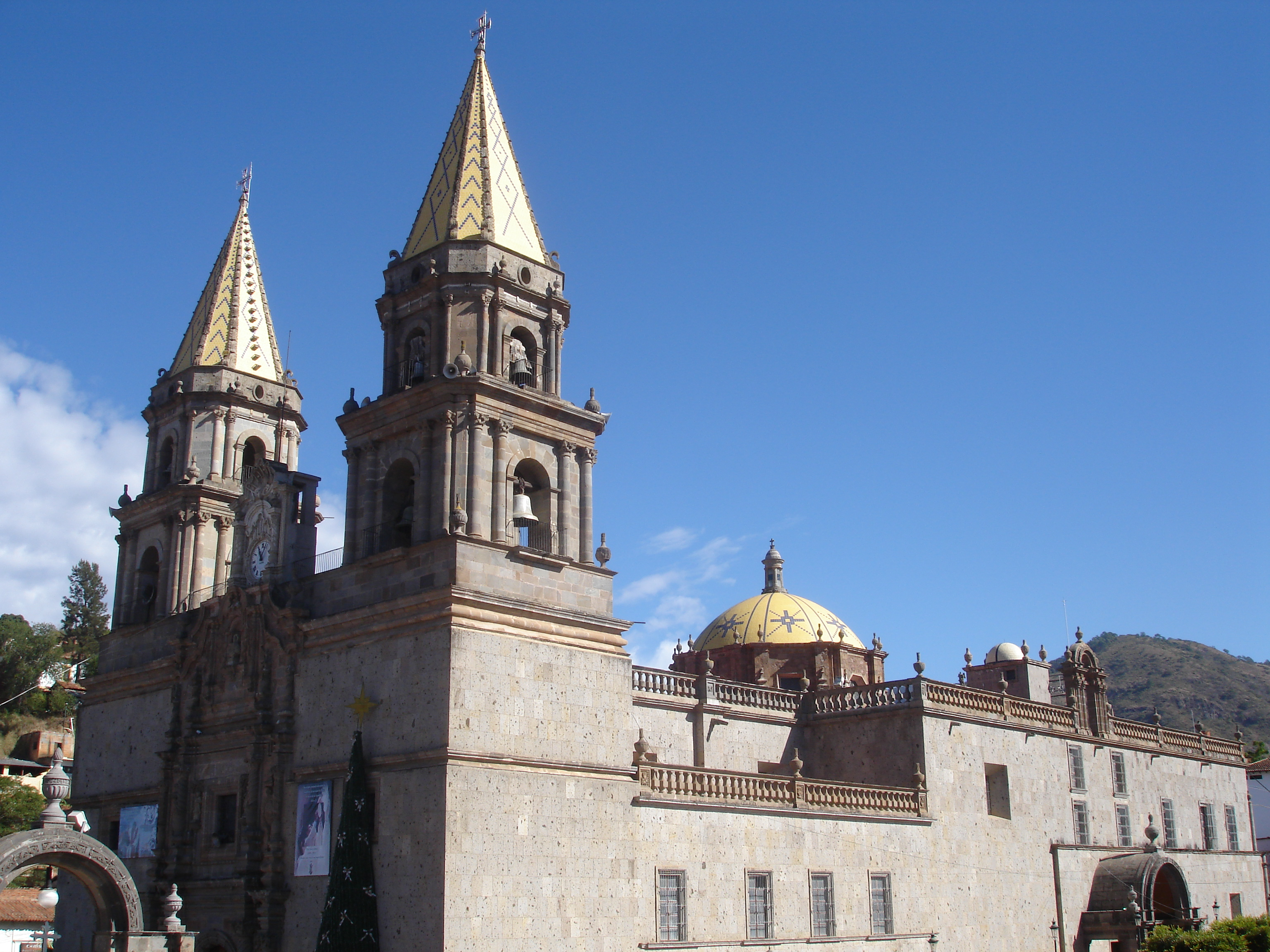
Basílica de Nuestra Señora de Talpa, vista lateral.

Es tan notable la devoción, que se ha creado “La Ruta del Peregrino” (Jalisco), la cual cuenta con 117 kilómetros y más de 200 años de tradición, que inicia en Ameca y finaliza en Talpa, misma que fue habilitada por el gobierno en 2008. A lo largo de la ruta hay infraestructura para hospedaje, comidas, monumentos de diferentes autores extranjeros, y un andador de 600 metros denominado “la Calzada de las Reinas” con esculturas de cantera de la Virgen de Guadalupe, de la Inmaculada Concepción, de San Juan de los Lagos, de la expectación de Zapopan, de Fátima, de Lourdes, Reina de la Paz y de la Candelaria de Santa Anita.
también existe una gran ruta que inicia del pueblo de Coastecomate en el municipio de San Pedro Lagunillas, pasando por pueblos como lo es Amatanejo como primer día de jornada, San Felipe de Hijar como segundo día de Jornada, Los Reyes como tercer día de jornada, cimarron como cuarto día de jornada, Mascota como quinto día de Jornada y talpa como sexto día de jornada, se estima el tránsito de un aproximado de 500 peregrinos por día en cada fecha de peregrinar.

## El santuario

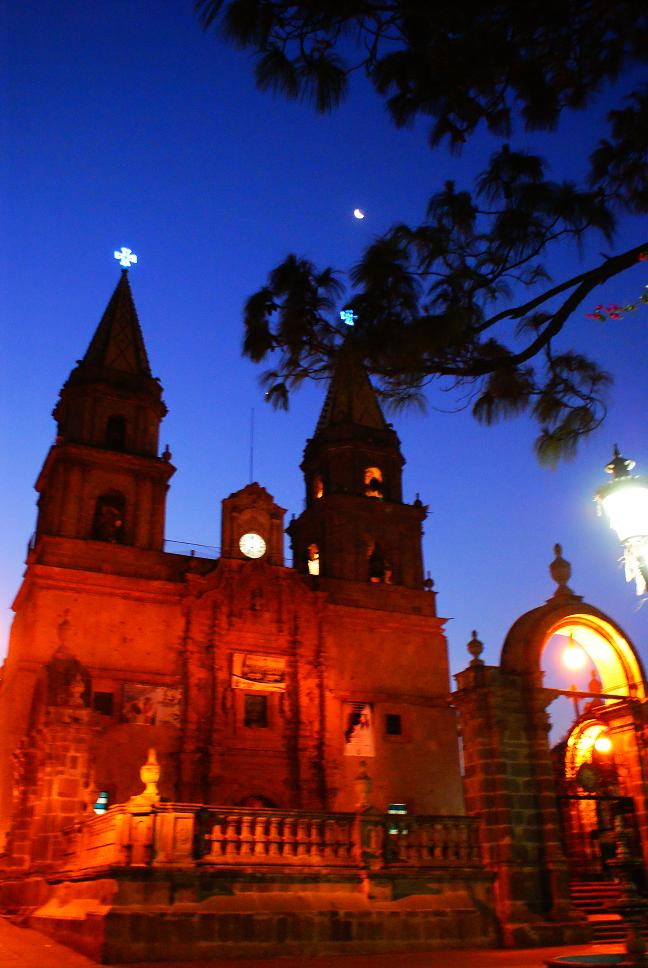
Basílica de Nuestra Señora de Talpa, vista nocturna

Fray Francisco Lorenzo y Fray Juan de Estivales, fueron los primeros evangelizadores en Talpa, mismos que en 1550-1551 hicieron la primera capilla en honor al Dios verdadero, mismos que fueron sacrificados por la tribu local. En 1580, se construyó una nueva y rústica capilla dedicada a la virgen del Rosario.
Justo frente a la plaza principal se encuentra la basílica o Santuario mariano para la Virgen de Talpa, que originalmente es un templo católico realizado bajo el estilo románico y neoclásico, que fue ordenado construir por el Presbítero Ramón de Herrera y Cordero clérigo que se estableció en Talpa, y tomó bajo su empeño la construcción de un nuevo edificio y basílica, cuya fecha data desde 1755. Diferentes arreglos y modificaciones fueron realizados al templo en cuyo interior alberga notables vitrales, pinturas, con un retablo principal de ciprés, que aloja la escultura de la virgen de Talpa. Juan Antonio Montenegro lo hizo en 182-1810 y fue el primer capellán propio de Talpa.Basílica de Nuestra Señora del Rosario de Talpa Jal 02.JPG

## Festividades
Cuatro festividades son celebradas en el santuario. El 2 de febrero en el día de la candelaria es la riera de las celebraciones, La segunda es en Semana Santa; la tercera es el 12 de mayo durante la coronación de la Virgen del Rosario y la cuarta el 7 de octubre en la más grande de las fiestas que es de la Virgen de Talpa, donde todo el pueblo participa ante una gran fiesta. La fiesta de la Renovación de realiza el 11 al 19 de septiembre.
El retablo se ha exhibido en la exposición temporal "Memoria de Milagros", en el Museo Nacional de las Culturas del Mundo. Visita virtualmente esta exposición en la Mediateca INAH.